# Joseph Truman
Joseph Truman (Petersfield, 14 de fevereiro de 1997) é um desportista britânico que compete no ciclismo na modalidade de pista, especialista na prova de velocidade por equipas.
Ganhou uma medalha de prata no Campeonato Mundial de Ciclismo em Pista de 2018 e uma medalha de prata no Campeonato Europeu de Ciclismo em Pista de 2016. Nos Jogos Europeus de 2019 obteve uma medalha de bronze na prova de velocidade por equipas.

## Medalheiro internacional
| Campeonato Mundial | Campeonato Mundial         | Campeonato Mundial | Campeonato Mundial     |
| Ano                | Lugar                      | Medalha            | Competição             |
| ------------------ | -------------------------- | ------------------ | ---------------------- |
| 2018               | Apeldoorn ( Países Baixos) | Medalha de prata   | Velocidade por equipas |
| Jogos Europeus     |                            |                    |                        |
| Ano                | Lugar                      | Medalha            | Competição             |
| 2019               | Minsk ( Bielorrússia)      | Medalha de bronze  | Velocidade por equipas |
| Campeonato Europeu |                            |                    |                        |
| Ano                | Lugar                      | Medalha            | Competição             |
| 2016               | Saint-Quentin ( França)    | Medalha de prata   | Velocidade por equipas |

1. 1 2  Competiu na rodada de classificação.